# Bill Curry
William Alexander Curry (College Park, 21 ottobre 1943) è un ex giocatore di football americano e allenatore di football americano statunitense che ha militato nel ruolo di centro nella National Football League (NFL).

## Carriera
Curry fu scelto dai Green Bay Packers nel 20º giro del Draft NFL 1965. Nella sua prima stagione vinse il campionato NFL, ripetendosi l'anno successivo nel Super Bowl I dove partì come centro titolare nella vittoria per 35-10 sui Kansas City Chiefs al Los Angeles Memorial Coliseum. Nell'Expansion Draft NFL 1967 fu selezionato dai neonati New Orleans Saints ma fu scambiato un mese dopo con i Baltimore Colts. Anche con essi divenne il centro titolare, vincendo il campionato NFL 1968 ma perdendo a sorpresa il Super Bowl III contro i New York Jets dell'American Football League. Due anni dopo i Colts si rifecero vincendo il Super Bowl V battendo per 16-13 i Dallas Cowboys. Nel 1973 passò agli Houston Oilers dove subì un gravissimo infortunio in uno scontro con Merlin Olsen. Anche se non si ritirò fino all'agosto 1975, quell'infortunio alla gamba pose di fatto fine alla sua carriera. In seguito divenne un allenatore nella NCAA.

## Palmarès
- Campionati NFL : 3

Green Bay Packers: 1965, 1966
Baltimore Colts: 1968
- Super Bowl : 2

Green Bay Packers: I
Baltimore Colts: V
- American Football Conference Championship: 1

Baltimore Colts: 1970